# Acceglio
Acceglio es una localidad italiana de la provincia de Cuneo, región de Piamonte, con 167 habitantes.

## Evolución demográfica
| Gráfica de evolución demográfica de Acceglio entre 1861 y 2001 |
|                                                                |
| Fuente ISTAT - elaboración gráfica de Wikipedia                |